# Maximilian Beier
Nezaměňovat s Maxem Beierem
Maximilian Beier (* 17. října 2002, Brandenburg an der Havel) je německý profesionální fotbalista, který hraje jako fotbalový útočník za TSG 1899 Hoffenheim a německý národní tým.
Z TSG Hoffenheim byl zatím pouze na hostování do Hannoveru 96. 
Rok hrál také za II tým Hoffenheimu.
Reprezentuje Německo, za které nastoupil do dvou přátelských zápasů, jinak je střídající hráč.